# Pangolinisis cia
Pangolinisis cia är en korallart som beskrevs av Philip Alderslade 1998. Pangolinisis cia ingår i släktet Pangolinisis och familjen Isididae. Inga underarter finns listade i Catalogue of Life.